# جايكوب آرون ويسترفيلت
جايكوب آرون ويسترفيلت (20 يناير 1800- 21 فبراير 1879) هو صاحب شركة بناء سفن تميز بإنتاج الكثير منها، إذ صنع 247 سفينة. عمل في العديد من المناصب خلال مسيرته المهنية التي دامت أكثر من 50 عامًا. أصبح عمدة نيويورك من 1853 حتى 1855.
صمم مع شركائه (ويسترفيلت اند مككاي وويسترفيلت اند سونز) بعضًا من أسرع وأنجح سفن الإبحار والسفن الشراعية والبخارية التي صُنعت على الإطلاق، تُعد سفينة يو إس إس بروكلين أحد سفن الإبحار التي أنشأها، وسفينة سويب ستيك من السفن الشراعية، بالإضافة إلى العديد من السفن المُخصصة للحكومات الأجنبية والعائلات الملكية. منحت ملكة إسبانيا ويسترفيلت الوسام الملكي لإيزابيلا الكاثوليكية تقديرًا لجهوده في إعداد نماذج وخطط لثلاث فرقاطات إسبانية. شغل منصب رئيس جمعية الميكانيكا والتجار لسنوات عديدة، وكان عضوًا في غرفة التجارة، والجمعية البحرية، وجمعية الميناء، وجمعية سانت نيكولاس. شغل كذلك منصب رئيس مجلس مفوضي رصيف العبارات لعدة سنوات. بعد وفاة ويسترفيلت، نُكّست الأعلام في سيتي هول إلى نصف الصاري.
نشأته (1800- 1817)
ويسترفيلت هو الابن الأكبر لآري وفروتي ويسترفيلت. عمل آري ويسترفيلت بناءً، وبنى عدة منازل في شارع فرانكلين، نيويورك، وشيد الكنيسة الجنوبية في شراالينبرغ في حي بيرغنفيلد. ولد ويسترفيلت في 20 يناير 1800 في تينافلي بولاية نيو جيرسي، وعُمّد في شراالينبرغ في 16 فبراير، وهو أول طفل لوالديه. أقام في منزل العائلة القديم على طريق تينافلي بين إينغلوود وتينافلي. أجرى آري ويسترفيلت تحسينات على ضفة النهر، ولذلك انتقل مع ابنه الرضيع إلى نيويورك في عام 1804 ليكون أقرب إلى مقر عمله. ينسب ويسترفيلت الفضل لأبيه في حصوله على تعليم جيد. توفي والده عندما كان يبلغ من العمر 14 عامًا.
تختلف المصادر التي تشير إلى التعليم الإضافي الذي تلقاه ويسترفيلت ومسيرته المهنية المبكرة. حصل على تعليم إضافي بإشراف جيمس بي فورستر، الذي عمل آنذاك مديرًا لمدرسة مرتبطة بالكنيسة الجامعية (الهولندية) في نيويورك، وحصل على فرص تعليمية أكبر بإشراف شركة بارون آند براون، إذ التحق بدورة خاصة حول المسح والملاحة. توجه بعد ذلك إلى البحر، وعمل على متن السفن لأكثر من عامين. غادر البحر في عام 1817 وأصبح متدربًا لدى كريستيان بيرغ، وهو عامل بناء سفن رائد على النهر الشرقي. أفاد مصدر مختلف أنه توجه إلى العمل في البحر بعد وفاة والده مباشرة، بينما أشار مصدر آخر إلى أنه كان بالفعل متدربًا لدى كريستيان بيرغ في عام 1814.
حوض بناء سفن كريستيان بيرغ (1817-1836)
عندما كان بحارًا مراهقًا، تعلم ويسترفيلت «الفن والتجارة والغموض» من مهنته وأثناء فترة تدريبه لدى كريستيان بيرغ، حيث عمل من نحو عام 1817. كان موهوبًا لدرجة أكسبته ثقة بيرغ المطلقة. قبل تخرجه من تدريبه المهني، قبل ويسترفيلت عرضًا لبدء عمل تجاري في تشارلستون، حيث تولى مهمة إنشاء سفينتين شراعيتين، بمساعدة العبيد الذين كانوا يعملون لدى المزارعين في تشارلستون وحولها. حقق ويسترفيلت نجاحًا كبيرًا خلال تلك الأشهر القليلة التي قضاها في تشارلستون واستمر في العمل هناك، إلا أنه وجد البيئة هناك مقيدة لطموحاته وعاد إلى نيويورك في عام 1822، حيث شكل شركة مع روبرت كارنلي ومعلمه القديم باسم بيرغ وشركاؤه. من السفن التي بناها بيرغ وويسترفيلت هوب (1825)، وهنري الرابع (1826)، وشارلمان (1828)، وألباني (1831)، وفيلادلفيا (1832)، وأوتيكا (1833)، ووستمنستر (1835)، وتورنتو (1835). تقاعد كريستيان بيرغ في عام 1837، وخلفه ابناه هنري وإدوين بيرغ، اللذان واصلا العمل حتى بعد وفاة والدهما في عام 1843.
حوض بناء سفن ويسترفيلت وشركاؤه (1836- 1864)
في عام 1836، بنى ويسترفيلت سفينتين تعود ملكيتهما له، بالتيمور وميدياتور، بالشراكة مع المارشال أوين روبرتس البالغ من العمر 22 عامًا في شركة ويسترفيلت وروبرتس. بعد فترة وجيزة من تقاعد كريستيان بيرغ، ذهب ويسترفيلت وروبرت كارنلي بجولة في أوروبا، حيث زارا أبرز أماكن بناء السفن، وجمع ويسترفيلت معلومات وظفها في عمله لاحقًا. وجد ويسترفيلت في السفر حياة غير نشطة وغير مرغوب بها، وبعد عام من السفر، عاد إلى العمل في الأحواض الجافة في عام 1838 واستأنف بناء السفن.
هناك العديد من الروايات حول بداية هذا الفصل الجديد من حياة ويسترفيلت. من ناحية، تفيد بعض التقارير أن ويسترفيلت اشترى الشركة من شريكيه السابقين كارنلي والأخوين بيرغ وسيطر على حوض بيرغ لبناء السفن، الموجود بمحاذاة في شارع جوفيرنور ويمتد إلى شارع ووتر وحتى سكاميل. ذكرت مصادر أخرى أن شركة ويسترفيلت وويليام مككاي أسست مقرًا جديدًا في كورليز هوك (يحدها شوارع ثيرد وجورك وهيوستن) في عام 1841 واتخذت من لويس وسيفينث ستريت مقرًا لها في عام 1844. يُحتمل أن ويسترفيلت صمم السفن وبناها لصالح إدوارد ميلز.